# Беглец (фильм, 2023)
«Беглец» (в оригинале — «Кандагар», англ. Kandahar) — американский фильм в жанре боевика и триллера режиссёра Рика Романа Во. В главной роли — Джерард Батлер.
Премьера в кинотеатрах США состоялась 26 мая 2023 года.

## Сюжет
Том Харрис, оперативник ЦРУ под прикрытием, оказывается раскрытым, находясь глубоко в тылу на враждебной территории в Афганистане. Он вместе с переводчиком должен эвакуироваться в Кандагаре, однако его преследует элитный отряд спецназа.

## В ролях
- Джерард Батлер — Том Харрис
- Оливия-Май Барретт — Айда Харрис
- Ребекка Колдер — Коррин Харрис (голос)
- Али Фазал
- Навид Негабан
- Бахадор Фолади
- Файзан Мунавар Варя
- Нина Туссен-Уайт
- Трэвис Фиммел[1]

## Производство
В июне 2020 года стало известно, что Джерард Батлер снимется в боевике режиссёра Рика Романа Во «Кандагар», написанному по сценарию офицера военной разведки в отставке Митчелла Лафорчуна, который работал в Афганистане.
Съёмки начались 2 декабря 2021 года в Саудовской Аравии. «Кандагар» станет первым высокобюджетным фильмом США, снятым в регионе Аль-Ула. В декабре 2021 года стало известно, что в фильме снимутся Али Фазал, Навид Негабан, Нина Туссен-Уайт и Бахадор Фолади. В январе 2022 года съёмки были завершены.

## Премьера
В январе 2023 года было объявлено, что фильм выйдет в кинотеатрах США 26 мая 2023 года.